# كيتي هوك
كيتي هوك بلدة في ولاية كارولاينا الشمالية في الولايات المتحدة الأمريكية. اشتهرت البلدة عندما قام الأخوان رايت بأول رحلة بالطائرة في 17 ديسمبر 1903.

## المناخ
يظهر الجدول التالي التغييرات المناخية على مدار السنة لكيتي هوك:
| البيانات المناخية لـكيتي هوك      | البيانات المناخية لـكيتي هوك | البيانات المناخية لـكيتي هوك | البيانات المناخية لـكيتي هوك | البيانات المناخية لـكيتي هوك | البيانات المناخية لـكيتي هوك | البيانات المناخية لـكيتي هوك | البيانات المناخية لـكيتي هوك | البيانات المناخية لـكيتي هوك | البيانات المناخية لـكيتي هوك | البيانات المناخية لـكيتي هوك | البيانات المناخية لـكيتي هوك | البيانات المناخية لـكيتي هوك | البيانات المناخية لـكيتي هوك |
| الشهر                             | يناير                        | فبراير                       | مارس                         | أبريل                        | مايو                         | يونيو                        | يوليو                        | أغسطس                        | سبتمبر                       | أكتوبر                       | نوفمبر                       | ديسمبر                       | المعدل السنوي                |
| --------------------------------- | ---------------------------- | ---------------------------- | ---------------------------- | ---------------------------- | ---------------------------- | ---------------------------- | ---------------------------- | ---------------------------- | ---------------------------- | ---------------------------- | ---------------------------- | ---------------------------- | ---------------------------- |
| متوسط درجة الحرارة الكبرى °ف (°م) | 50.2 (10.1)                  | 51.9 (11.1)                  | 57.3 (14.1)                  | 65.5 (18.6)                  | 73.0 (22.8)                  | 80.4 (26.9)                  | 84.3 (29.1)                  | 83.0 (28.3)                  | 78.3 (25.7)                  | 70.3 (21.3)                  | 62.3 (16.8)                  | 54.0 (12.2)                  | 67.6 (19.8)                  |
| المتوسط اليومي °ف (°م)            | 43.8 (6.6)                   | 45.4 (7.4)                   | 50.3 (10.2)                  | 58.5 (14.7)                  | 66.5 (19.2)                  | 74.9 (23.8)                  | 79.2 (26.2)                  | 78.4 (25.8)                  | 73.8 (23.2)                  | 64.9 (18.3)                  | 56.3 (13.5)                  | 47.6 (8.7)                   | 61.7 (16.5)                  |
| متوسط درجة الحرارة الصغرى °ف (°م) | 37.4 (3.0)                   | 38.8 (3.8)                   | 43.4 (6.3)                   | 51.5 (10.8)                  | 60.1 (15.6)                  | 69.4 (20.8)                  | 74.1 (23.4)                  | 73.8 (23.2)                  | 69.2 (20.7)                  | 59.5 (15.3)                  | 50.3 (10.2)                  | 41.2 (5.1)                   | 55.8 (13.2)                  |
| الهطول إنش (مم)                   | 4.23 (107)                   | 3.50 (89)                    | 3.86 (98)                    | 3.41 (87)                    | 3.73 (95)                    | 4.29 (109)                   | 4.97 (126)                   | 5.94 (151)                   | 5.26 (134)                   | 3.79 (96)                    | 3.68 (93)                    | 3.71 (94)                    | 50.37 (1٬279)                |
| متوسط الرطوبة النسبية (%)         | 69.9                         | 69.5                         | 67.4                         | 67.6                         | 70.2                         | 73.9                         | 75.3                         | 74.7                         | 73.5                         | 71.1                         | 72.0                         | 71.7                         | 71.4                         |
| المصدر: PRISM                     |                              |                              |                              |                              |                              |                              |                              |                              |                              |                              |                              |                              |                              |